# San Martino di Lupari
Pour les articles homonymes, voir San Martino.
San Martino di Lupari est une commune italienne de la province de Padoue, dans la région Vénétie.

## Administration
| Période                                  | Période | Identité | Étiquette | Qualité |
| ---------------------------------------- | ------- | -------- | --------- | ------- |
|                                          |         |          |           |         |
| Les données manquantes sont à compléter. |         |          |           |         |

### Hameaux
Campagnalta, Monastiero, Campretto, Borghetto, Lovari.

### Communes limitrophes
Castelfranco Veneto, Castello di Godego, Galliera Veneta, Loreggia, Loria, Rossano Veneto, Santa Giustina in Colle, Tombolo, Villa del Conte.